# Keith Rowley
Keith Christopher Rowley (ur. 24 października 1949 w Mason Hill) – trynidadzki polityk, były minister, lider opozycji (2010–2015) i przewodniczący Ludowego Ruchu Narodowego (People's National Movement, PNM); W latach 2015–2025 premier Trynidadu i Tobago.

## Życiorys
Keith Rowley kształcił się w Bishop's High School na Tobago, po czym ukończył geologię na Uniwersytecie Indii Zachodnich (University of the West Indies) w Monie na Jamajce.
W latach 1987–1990 zasiadał z ramienia PNM w Senacie. W 1991 dostał się po raz pierwszy do Izby Reprezentantów z okręgu Diego Martin West, w której w czasie każdych kolejnych wyborów odnawiał mandat deputowanego. W latach 1992–1995 zajmował stanowisko ministra rolnictwa, ziemi i zasobów wodnych w rządzie premiera Patricka Manninga. Od 2001 do 2003 był ministrem planowania i rozwoju w kolejnym gabinecie Manninga, a następnie ministrem mieszkalnictwa (2003–2007) i ministrem handlu i przemysłu (2007–2008). Od kwietnia 2008 do kwietnia 2010 był członkiem rządu.
Po przegranej Ludowego Ruchu Narodowego w wyborach parlamentarnych w maju 2010 i rezygnacji Patricka Manninga z funkcji lidera partii, 27 maja 2010 został mianowany nowym przewodniczącym PNM i liderem opozycji w parlamencie. W kolejnych wyborach w 2015 Ludowy Ruch Narodowy zwyciężył, Rowley został premierem.
3 stycznia 2025 zapowiedział rezygnację ze stanowiska premiera. 17 marca 2025 zakończył urzędowanie.

## Życie prywatne
Keith Rowley jest żonaty, ma czworo dzieci, dwóch synów i dwie córki.